# Vladimir Lapițki
Vladimir Lapițki (n. 18 februarie 1959, Hrodna, RSS Bielorusă, URSS) este un scrimer ce a reprezentat Uniunea Republicilor Sovietice Socialiste, medaliat olimpic. A participat la o ediție a Jocurilor Olimpice (1980) în care a câștigat o medalie de argint.

## Participări
Lista de mai jos prezintă principalele competiții la care a participat Vladimir Lapițki de-a lungul carierei.
- fencing at the 1980 Summer Olympics – men's team foil[*]